# 荒漠和干燥疏灌丛

荒漠和干燥疏灌丛的范围

荒漠和干燥疏灌丛（英語：deserts and xeric shrublands，xeric自古希腊语xērós）地是世界自然基金会定义一种的生物群系。荒漠和干燥疏灌丛构成了最大的陆地生物群系，覆盖了地球陆地表面积的19%。这种栖息地类型的生態區域的年降雨量差异很大，除边缘地区外，通常小于每年10英寸（250）。这类生态区域的蒸发量一般会超过降雨量。土地的温度变化也多种多样。许多沙漠终年炎热，如撒哈拉沙漠，但东亚的戈壁等其他一些沙漠在冬天会变得相当寒冷。
大多数沙漠有极端温度的特征。这些地方通常白天炎热而夜晚寒冷，这是因为缺少湿度和云层的保护。它们气候条件多样，虽然较为恶劣，但却支持着丰富的栖息地。这些栖息地中有许多是临时性的，随着水的稀缺性和季节性而变化。木本茎灌木和植物是这些地区的植被特征，这些植物进化出了最大限度地减少水分散失的特性。动物同样有丰富的多样性，且良好地适应这些环境。

## 退化

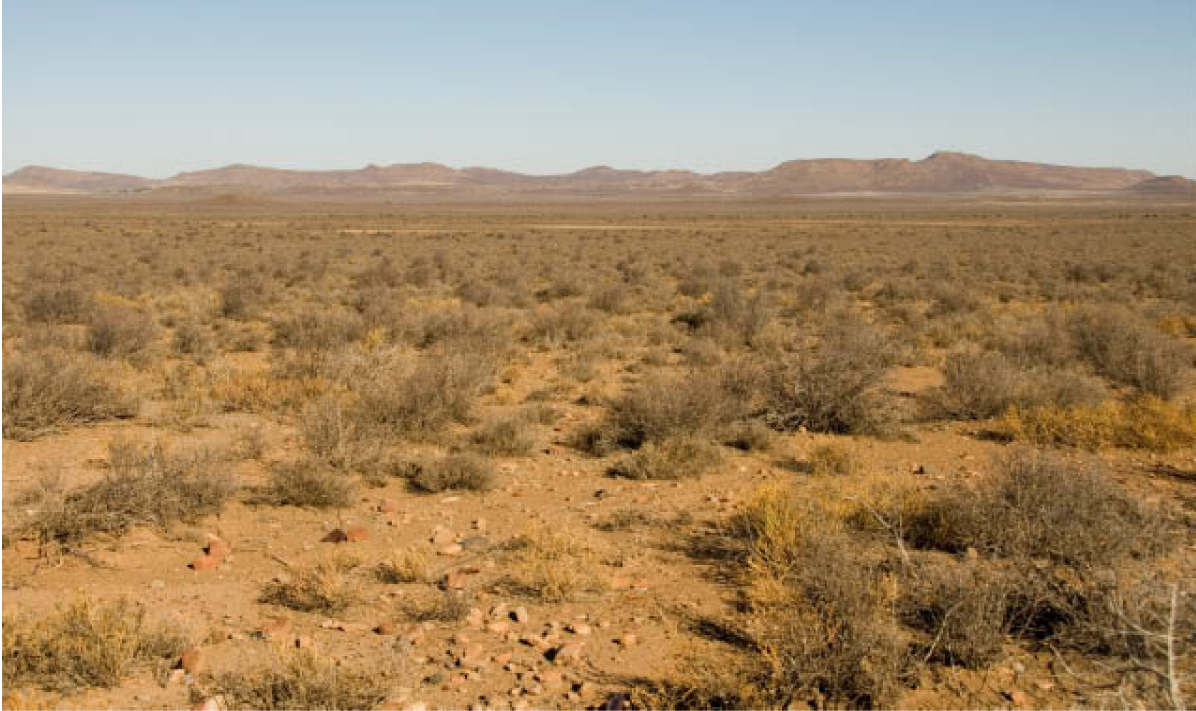
南非的納瑪卡魯是一片干燥疏灌丛，年降雨量100 to 500 mm。

### 荒漠化
生产性旱地转变为沙漠环境，称为荒漠化，其原因可能有多种。一种是人为干预，包括超过环境承载力进行高强度农耕或過度放牧。全球变暖或米蘭科維奇循環（驱动形成冰期和間冰期）等气候变化也会影响地球上荒漠的格局。

### 木本植物侵占
干燥疏灌丛可能会遭受木本植物的侵占，这会导致以牺牲草为代价，使灌丛增厚。该过程通常是由不可持续的土地管理引起的，例如过度放牧和灭火，但也是气候变化的结果。结果，灌丛的核心生態系統服務，包括其生物多样性、生产力和地下水补给，都受到影响。木本植物侵占可能是土地退化的一种表现。

## 生态区域
世界自然基金会列举了一些具有高度生物多樣性和地方特殊性的沙漠生態區域：
- 纳米比亚的納瑪卡魯（英语：Nama Karoo）拥有世界上最丰富的沙漠动物群。[8]
- 奇瓦瓦沙漠和中墨西哥常绿有刺灌丛（英语：Central Mexican matorral）是新热带界最富饶的沙漠。[9]
- 澳大利亚的卡那封干燥疏灌丛（英语：Carnarvon xeric shrublands）是地方特有种的区域中心。[1]
- 墨西哥的索诺拉沙漠和下加利福尼亚沙漠（英语：Baja California Desert）拥有不同寻常的沙漠群落，以巨大的柱状仙人掌为主。[1]
- 马达加斯加多刺森林（英语：Madagascar spiny forests）
- 阿他加馬沙漠